# Levring
Levring er en landsby i Midtjylland med 215 indbyggere i byområdet (2016). Levring er beliggende godt tre kilometer nordøst for Kjellerup, syv kilometer sydvest for Rødkærsbro og ni kilometer vest for Ans. Byen hører til Silkeborg Kommune og er beliggende i Region Midtjylland. 
Den hører til Levring Sogn, og Levring Kirke ligger i byen, der også huser  Levring Efterskole der blev oprettet i 1923, og har plads til 182 elever fordelt på 9. og 10. klassetrin.